# Lucrezia Zanetti
Lucrezia Zanetti (Savona, 1º maggio 1997) è una cestista italiana.
Guardia di 174 cm, ha giocato in Serie A1 con Priolo Gargallo.

## Statistiche

### Presenze e punti nei club
Dati aggiornati al 30 luglio 2019
| Stagione        | Squadra                  | Competizione | Partite | Partite | Partite | Statistiche tiro | Statistiche tiro | Statistiche tiro | Altre statistiche | Altre statistiche | Altre statistiche | Altre statistiche | Altre statistiche |
| Stagione        | Squadra                  | Competizione | Pres.   | Titol.  | Minuti  | Tiri da 2        | Tiri da 3        | Liberi           | Rimb.             | Assist            | Rubate            | Stopp.            | Punti             |
| --------------- | ------------------------ | ------------ | ------- | ------- | ------- | ---------------- | ---------------- | ---------------- | ----------------- | ----------------- | ----------------- | ----------------- | ----------------- |
| 2012-2013       | S.I. Savona              | Serie A3     | 20      | 0       | 183     | 14/44            | 2/18             | 5/11             | 20                | 1                 | 16                | 0                 | 39                |
| '13- nov. '13   | Bricocenter Priolo       | Serie A1     | 5       | 0       | 54      | 3/8              | 0/1              | 0/0              | 5                 | 0                 | 1                 | 0                 | 6                 |
| nov. '13-'14    | Maddalena Vision Palermo | Serie A3     | 6       | 2       | 147     | 12/26            | 6/22             | 8/8              | 19                | 8                 | 17                | 0                 | 50                |
| 2014-2015       | S.Paolo Alghero          | Serie A2     |         |         |         |                  |                  |                  |                   |                   |                   |                   | 248               |
| '15- nov. '15   | Basket Ariano Irpino     | Serie A2     |         |         |         |                  |                  |                  |                   |                   |                   |                   | 15                |
| nov. '15-'16    | Carugate                 | Serie A2     |         |         |         |                  |                  |                  |                   |                   |                   |                   | 12                |
| 2016-2017       | Cestistica Savonese      | Serie C      |         |         |         |                  |                  |                  |                   |                   |                   |                   | 325               |
| 2017-2018       | Cestistica Savonese      | Serie B      |         |         |         |                  |                  |                  |                   |                   |                   |                   | 325               |
| 2018-2019       | Cestistica Savonese      | Serie A2     |         |         |         |                  |                  |                  |                   |                   |                   |                   | 458               |
| Totale carriera |                          |              |         |         |         |                  |                  |                  |                   |                   |                   |                   |                   |